# Chvilevaite
La chvilevaite è un minerale.